# Гальс (Берн)
Гальс (нім. Gals) — громада  в Швейцарії в кантоні Берн, адміністративний округ Зееланд.

## Географія
Громада розташована на відстані близько 32 км на захід від Берна.
Гальс має площу 7,8 км², з яких на 8,1% дозволяється будівництво (житлове та будівництво доріг), 53% використовуються в сільськогосподарських цілях, 33,8% зайнято лісами, 5,1% не є продуктивними (річки, льодовики або гори).

## Демографія
2019 року в громаді мешкало 833 особи (+16% порівняно з 2010 роком), іноземців було 12%. Густота населення становила 106 осіб/км².
За віковим діапазоном населення розподілялося таким чином: 20,2% — особи молодші 20 років, 60,6% — особи у віці 20—64 років, 19,2% — особи у віці 65 років та старші. Було 366 помешкань (у середньому 2,3 особи в помешканні).
Із загальної кількості 669 працюючих 142 було зайнятих в первинному секторі, 167 — в обробній промисловості, 360 — в галузі послуг.